# Henric al II-lea, Duce de Lorena

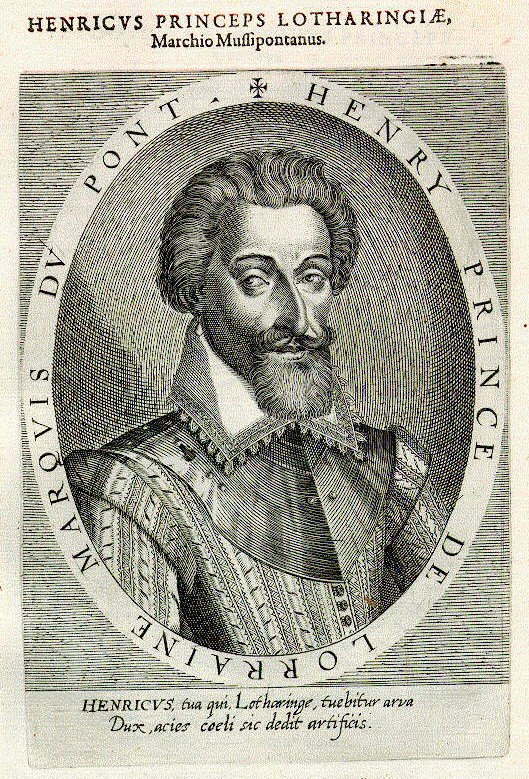
Henric al II-lea, Duce de Lorena

Henric al II-lea (franceză Henri II; n. 8 noiembrie 1563, Nancy, Ducatul Lorena – d. 31 iulie 1624, Nancy, Ducatul Lorena), supranumit "cel Bun (le Bon)", a fost Duce de Lorena din 1608 până la moartea sa. Neavând fii, ambele sale fiice au devenit ducese de Lorena prin căsătorie. A fost cumnatul regelui Henric al IV-lea al Franței.

## Biografie
A fost fiul lui Carol al III-lea, Duce de Lorena și a soției acestuia, Claude de Valois, fiica regelui Henric al II-lea al Franței și a reginei Catherine de' Medici. Bunicii paterni au fost Francisc I, Duce de Lorena și Christina a Danemarcei.
S-a căsătorit prima dată cu Ecaterina de Bourbon, sora regelui Henric al IV-lea al Franței. Cuplul s-a căsătorit la Château de Saint Germain-en-Laye în afara Parisului, la 31 ianuarie 1599. Mireasa avea deja 40 de ani și uniunea s-a făcut doar pentru a asigura relațiile cu Casa de Bourbon.
Ecaterina a murit fără copii în 1604. Ducele s-a recăsătorit cu Margherita Gonzaga la 24 aprilie 1606 la Mantua. Ea era fiica lui Vincenzo Gonzaga, Duce de Mantua și a soției acestuia, Eleonora de' Medici (o soră a Mariei de Medici, soția regelui Henric al IV-lea al Franței). Sora Margheritei, Eleonor Gonzaga, va deveni viitoarea împărăteasă a Sfântului Imperiu Roman.
Henri a fost succedat de fratele său mai mic, Francisc al II-lea, Duce de Lorena.

## Copii
- Nicole de Lorena (3 octombrie 1608 – 23 februarie 1657), căsătorită cu vărul ei, Charles al IV-lea, Duce de Lorena, cu care nu a avut copii și de care s-a separat în 1635.
- o fiică (10 februarie 1611 - 11 februarie 1611).
- Claude de Lorena (6 octombrie 1612 – 2 august 1648), căsătorită cu vărul ei, Nicolae al II-lea, Duce de Lorena,  cu care a avut copii înainte să nască la naștere.